# Declareu-me culpable
 Declareu-me culpable  (Find Me Guilty) és una comèdia dramàtica germano-estatunidenca dirigida per Sidney Lumet, estrenada el 2006. Ha estat doblada al català.

## Argument
Un drama sobre el procés mafiós més llarg de la història dels Estats Units. Jack DiNorscio escull defensar-se ell mateix cara a una panòplia d'acusacions (exactament 76), per tal de no trair la seva "família".

## Repartiment
- Vin Diesel: Jackie DiNorscio
- Raúl Esparza: Tony Compagna
- Ron Silver: Judge Finestein
- Peter Dinklage: Ben Klandis
- Linus Roache: Sean Kierney
- Alex Rocco: Nick Calabrese
- Annabella Sciorra: Bella DiNorscio
- Frank Pietrangolare: Carlo Mascarpone
- Richard DeDomenico: Tom Napoli
- Jerry Grayson: Jimmy Katz
- Tony Ray Rossi: Joe Bellini
- Vinny Vella: Graziedei
- Paul Borghese: Gino Mascarpone
- Frank Adonis: Phil Radda
- Nick Puccio: Alessandro Tedeschi
- Frankie Perrone: Henry Fiuli
- Salvatore Paul Piro: Mike Belaggio
- Richard Portnow: Max Novardis
- James Biberi: Frank Brentano
- Chuck Cooper: James Washington
- Oscar A. Colon: Pissaro
- Ben Lipitz: Henry Kelsey
- Steven Randazzo: Chris Cellano
- Gerry Vichi: Theodore
- Robert Stanton: Chris Newberger
- Marcia Jean Kurtz: Sara Stiles
- Louis Guss: Court Clerk
- Bonnie Rose: Jury Foreperson
- Lola Allen: Court Stenographer
- Aleksa Palladino: Marina DiNorscio
- Gene Ruffini: DeNorscio, Sr.
- Domenick Lombardozzi: Jerry McQueen
- Josh Pais: Harry Bellman
- Peter McRobbie: Peter Petraki
- Roger Zamudio: Octavio Juarez
- Terry Serpico: Michael Kerry
- Mark Kachersky: Agent Brandon
- Frank Lentini: Charley Kraus
- Jerry Adler: Jackie's Lawyer
- Antoni Corone: Hospital Detectiu
- Alice Spivak: Female Judge
- Dennis Paladino: Sylvester
- David Brown: US Marshal
- Alfred Sauchelli Jr.: Driver
- Cassandra Hepburn: Klandis' Secretary
- Louis Mustillo: US Marshal #2

## Al voltant de la pel·lícula
- La pel·lícula fa diverses vegades referències a la llei RICO (Racketeer Influenced and Corrupt Organizations Act) votada als Estats Units el 1970.
- El verdader Giacomo "Jackie" DiNorscio va morir durant el rodatge de la pel·lícula.[3]
- Per assemblar-se-li, Vin Diesel va haver d'engreixar-se diversos quilos i passar hores al maquillatge.
- Abans que Vin Diesel fos escollit, Joe Pesci va ser seleccionat pel paper de DiNorscio.

## Nominacions
- Festival Internacional de Cinema de Berlin, Os d'Or per Sidney Lumet.[4]